# ALF
ALF  es una telecomedia estadounidense que se emitió originalmente por la NBC entre el 22 de septiembre de 1986 y el 24 de marzo de 1990.
ALF funcionó originalmente durante cuatro temporadas y produjo noventa y nueve episodios, incluidos tres episodios de una hora que se dividieron en dos partes para la sindicación, con un total de ciento dos episodios, tras los cuales se presentó una película, llamada Alf: la película, que contaba el desenlace de la historia.

## Argumento
ALF, del inglés Alien Life Form o «Forma de vida Extraterrestre» y "Amorfismo Lejano Fantástico" en el doblaje al español  nació el 28 de octubre de 1756, en la región Lower East del planeta Melmac, que a su vez estaba localizado 6 pársecs más allá del supercúmulo Hydra-Centaurus. Melmac tenía cielo verde, pasto azul y agua naranja.
El cuerpo de ALF está cubierto de pelaje anaranjado. Tiene un hocico lleno de curvas (que se parece a un cerdo y elefante), lunares faciales, ocho estómagos y le gusta comer gatos. Fue a la secundaria durante 122 años y fue el aguador del equipo de Bouillabaisseball, que se juega sobre el hielo usando moluscos como pelotas. También estudió Odontología, lo cual según dijo no fue tan difícil dado que los melmacianos solo tienen 4 dientes. Su frase característica era: «No hay problema».
Huyendo de su planeta que estaba a punto de estallar (producto de que todos los habitantes de Melmac enchufaran la secadora de pelo al mismo tiempo), ALF viaja perdido por el espacio durante un año hasta que sigue una señal de radio proveniente del planeta Tierra, estrellándose en el techo de la cochera de los Tanner, una familia de clase media de los suburbios en una cómoda casa, que incluye al trabajador social Willie (Max Wright), su esposa Kate (Anne Schedeen), sus hijos Lynn (Andrea Elson) y Brian (Benji Gregory) y Lucky/Suertudo, el gato de la familia.
Inseguros de qué hacer, los Tanner llevan a su casa a ALF y lo esconden de una división militar encargada de la vida extraterrestre, y de sus entrometidos vecinos (los Ochmonek, los Armonía en España), para mantenerlo seguro hasta que pueda reparar su nave espacial. Generalmente se esconde en la cocina cuando las visitas llegan a la casa y los vecinos entrometidos preguntan qué está pasando, donde mantiene una relación cada vez más cercana con la familia Tanner y es adoptado como un miembro más de su familia.
Finalmente se revela que al haber sido destruido su planeta, ALF no solo no tiene casa, sino que también, en su conocimiento, es el último sobreviviente de su civilización y especie, aparte del superhéroe Malhar Maik. Después se revela que un pequeño grupo de los amigos melmacianos de ALF viajan constantemente por el universo en busca de un nuevo lugar para vivir. Se convierte en un miembro permanente de la familia, aunque el impacto cultural, la culpa de sobrevivir, el aburrimiento general, la desesperanza y la soledad de ALF frecuentemente causan dificultades a los Tanner.
En la Tierra Alf adquiere varios hábitos y gustos de los terrícolas, especialmente en lo que se refiere a la gastronomía y al ocio. También demuestra un gran talento para la poesía al identificarse con el mismo Cyrano de Bergerac  y se considera un devoto fan de Elvis Presley.Si bien la mayor parte de la ciencia ficción de ALF se jugó por valor de comedia, hubo algunas referencias a temas reales en la exploración espacial; por ejemplo, ALF usa una señal de radio como baliza en el episodio piloto. En el episodio "Weird Science", ALF le dice a Brian, que estaba construyendo un modelo del sistema solar para su proyecto de ciencia, y que había dos planetas más allá de Plutón llamados «Dave» y «Alvin» (como en David Seville y Alvin, de la franquicia Alvin and the Chipmunks), lo que pone a Brian en problemas en la escuela. Sin embargo, después de que ALF hace una llamada a una organización astronómica y declara que Dave es conocido por la organización, Willie llega a creer que Dave podría haber sido el planetoide Quirón, u Objeto Kowal. Después de haber sido descubierto. ALF le muestra a Willie exactamente dónde está "Dave" en un mapa intergaláctico del universo.
Cada episodio trataba con ALF aprendiendo sobre la Tierra y haciendo nuevos amigos dentro y fuera de la familia Tanner, incluyendo al hermano de Willie, Neal (Jim J. Bullock); la madre viuda de Kate, Dorothy (Anne Meara), con quien ALF tiene una relación de amor-odio; su novio y posterior esposo Whizzer (Paul Dooley); el sobrino de los Ochmoneks, Jake (Josh Blake); un psicólogo llamado Larry (Bill Daily); y una mujer ciega llamada Jody (Andrea Covell), que nunca se da cuenta de que ALF no es humano (aunque ella es consciente a través del contacto de que es bajo y peludo).
Los cambios ocurren dentro del hogar de Tanner a lo largo de la serie, incluido el nacimiento de un nuevo hijo, Eric (la trama se agregó debido al embarazo de Anne Schedeen); el traslado de ALF de sus habitaciones iniciales en el lavadero al ático, que él y Willie convirtieron en un "departamento"; y la muerte de Lucky, el gato, en "Live and Let Die" de la cuarta temporada; en este caso, ALF descubre que a pesar de sus ocasionales intentos de atrapar a Lucky con la intención de hacer del gato una comida, ya que los gatos son el equivalente al ganado en Melmac, ha llegado a amar y respetar a la mascota familiar demasiado para hacer cualquier cosa con los restos del mismo. Cuando ALF adquiere un nuevo gato con la intención de comerlo, se encariña con él y permite que sea adoptado por la familia, aunque admite que para los Tanner se ha convertido en el peor tipo de Melmackian, un «amante de los gatos».
La serie original duró cuatro temporadas y 102 episodios. Al final de la misma, ALF está por ser rescatado por Skip y Rhonda, supervivientes de su planeta, pero en lugar de eso es capturado por la Fuerza de Tareas Extraterrestre. Se suponía que este hecho sería la trama para una quinta temporada, pero tal cosa no ocurrió por falta de presupuesto del canal. Por muchos años se pensó que ALF finalmente había sido eliminado por el ejército estadounidense, pero en la película de 1997 Alf: la película se muestra cómo dos agentes (Rick y Melissa) le ayudan a escapar de un inminente exterminio. Si bien esta película dejó una sensación alegre al hacer que ALF no tuviese un triste final, la cinta fue duramente criticada por algunos fanáticos de la serie debido a la no aparición de los Tanner. a quienes solo se les hizo una pequeña mención, diciendo que fueron enviados a vivir a Islandia.
El nombre de cada capítulo es también el de una canción referente a la trama del capítulo. Después de que la serie terminara en Estados Unidos, se convirtió en un éxito tras ser retransmitida en varios países del mundo.

## Personajes
- ALF: su verdadero nombre es Gordon Shumway, es un extraterrestre proveniente del planeta Melmac, en el cual en un episodio ALF cuenta que él nació en un Chevrolet nuevo. En el primer episodio, ALF cuenta que huye de su planeta, que se subió a su nave siguiendo una señal y que nunca supo cómo llegó al tejado del garaje de los Tanner, en donde se quedaría para siempre. Después de la sorpresa que invadió su taller, deciden mantenerlo en su hogar para ocultarlo de las fuerzas antiextraterrestres que merodearon desde el primer día las inmediaciones del hogar, y también para ocultarlo de sus vecinos, los entrometidos Ochmoneks; todo, con la condición de que se iría en cuanto reparara su nave espacial. Lo que nunca sucedió, porque no existe un negocio de repuestos para naves extraterrestres melmacianas en la tierra. El planeta de ALF, Melmac, estalló un día cuando todos sus habitantes encendieron sus secadores de pelo al mismo tiempo. ALF es uno de los pocos sobrevivientes de su especie y en su sigilosa llegada al planeta, se sentó desde el primer día a la cabeza de la mesa familiar.

- Willie Tanner: es el padre de la familia y el principal encargado de contrastar la volcánica opinión de ALF. Willy constantemente lo estará conteniendo y apaciguando para mantener el juego cómico y darle de paso un respiro a su familia. Es muy tímido, muy correcto y un bonachón, trabaja como trabajador social, ama a su esposa y a sus hijos. Willy en esencia es un explorador, amante de la astronomía, y por eso recibe con tanta protección a ALF, quien se convierte en la gran correría de su vida, haciéndole recordar su fuego de juventud y también enfrentándolo a todo lo que le apasiona hacer, pero que por la comodidad de la vida burguesa creyó haber olvidado para siempre.

- Kate Tanner: es la madre de la familia. Al principio creía que proteger a ALF era una mala idea pero con el tiempo empieza a preocuparse por él y le empieza a tener cariño aunque ALF a veces la saque de quicio. Es la dueña de casa, la mujer encargada de ponerle los pies en la tierra a ALF y en ocasiones también a Willy. Kate, es una mujer correcta y disciplinadora, encargada de mantener el control en la familia, muy preocupada por sus hijos y también encargada de cuidar al refrigerador, a la estancia de las galletas y por supuesto a Suertudo. Kate siempre está al borde del ataque de nervios, es que ALF no da respiro a ninguno de los Tanner. Kate es la encargada de mantener todo en orden, de mantener la vida familiar funcionando de acuerdo a las costumbres socialmente aceptadas, esto muchas veces dará pie a las chispeantes bromas de ALF.

- Lynn Tanner: es una chica tranquila de 16 años, estudiosa y muy bien comportada. Quiere mucho a ALF y es la que más lo ayuda en algunos de sus planes. Lynn es la hija mayor de la familia, una bondadosa chica que en muchos capítulos la vemos como confidente de ALF.

- Brian Tanner: es el segundo hijo, al principio de la serie era pequeño, pero en las últimas temporadas va aumentando de edad y es más maduro. ALF es su mejor amigo y él mismo admitió que se sentiría mal si ALF se fuera de la casa.

- Eric Tanner: es el tercer hijo que se vio durante casi toda la tercera temporada y nace cerca del final de la misma; se lo puede ver en los últimos capítulos. Su nombre completo es Eric William Tanner.

- Trevor Ochmonek: es el vecino de los Tanner y esposo de Raquel. Se considera el mejor amigo de Willie y es más cuerdo que su esposa. A veces se lleva las cosas de Willie "prestadas" sin decírselo.

- Raquel Ochmonek: es la esposa de Trevor. Es muy entrometida y chismosa. Al parecer espía a los Tanner, ya que sabe muchas cosas sobre ellos, como sus horarios matutinos, pero es una buena mujer y los ha ayudado en muchas ocasiones.

- Jake Ochmonek: es el sobrino de Trevor y Raquel. Antes vivía en Nueva York, pero debido a que su padre estaba en la cárcel y a que su madre tenía una enfermedad psicológica, se va a vivir con sus tíos. Sabe acerca de la existencia de ALF y son muy amigos. Jake es bueno reparando cosas, repara televisores, licuadoras y hasta autos entre otras cosas.

- Neal Tanner: es el hermano menor de Willie, al principio no era del agrado de Alf, pero cuando se conocen, empiezan a tenerse confianza. Está divorciado de Margaret. Neal solo apareció en la cuarta temporada.

- Dorothy Halligan: es la sobreprotectora madre de Kate. Es viuda de su esposo Sparkie, y en la segunda temporada se casa con un jazzista llamado Whizzer. Es una de las pocas personas que sabe de la existencia de ALF y tienen una relación de amor-odio con él mismo.

- Whizzer: es un jazzista y el nuevo esposo de Dorothy. Al principio ella no se ve muy interesada en él, pero luego cambia de opinión y se enamoran, llegando a casarse. En la cuarta temporada descubre la existencia de ALF.

- Larry: es el psicólogo de ALF.

- Judy: es una amiga ciega de ALF. A pesar de saber sobre la existencia del extraterrestre, ella cree que es un humano, ya que no puede verle.

- Skip: extraterrestre melmaciano. Además de Rhonda y ALF, es el único melmaciano vivo. Solo aparece en dos episodios: uno de la primera temporada, y también lo mencionan en el final de la cuarta temporada.

- Rhonda: es la novia de ALF, amiga de Skip y la única melmaciana hembra viva. Solo aparece en un episodio de la primera temporada, aunque es nombrada por ALF frecuentemente.

## Reparto

### Personajes principales
| Personaje                                                             | Reparto original | Doblaje de Hispanoamérica                                                                  | Doblaje de España    |
| --------------------------------------------------------------------- | --- | ------------------------------------------------------------------------------------------ | -------------------- |
| ALF                                                                   | Paul Fusco (voz y manejo del títere) Lisa Buckley (manejo del títere) Bob Fappiano (manejo del títere) Michu Meszaros (planos de cuerpo completo) | Carlos Segundo Bravo Emilio Guerrero (algunos episodios) Martín Pretalia (último episodio) | Eduardo Moreno       |
| William Francis "Willie" Tanner                                       | Max Wright | Pedro d'Aguillón, Jr.                                                                      | Antonio Medina       |
| Katherine Daphne "Kate" Halligan Tanner                               | Anne Schedeen | Andrea Cotto                                                                               | Mari Ángeles Herranz |
| Lynn Tanner                                                           | Andrea Elson | Rocío Prado                                                                                | Marta García         |
| Brian Tanner                                                          | Benji Gregory | Rocío Prado (inicio) Patricia Acevedo (resto)                                              | Sara Vivas           |
| Trevor Ochmonek (Trevor Armonía en España)                            | John LaMotta | Narciso Busquets (inicio) Carlos Magaña (resto)                                            | Víctor Agramunt      |
| Raquel Ochmonek (Raquel Armonía en España)                            | Liz Sheridan | Carmen Donna-Dío                                                                           | Susana Canales       |
| Jake Ochmonek (Jake Armonía en España) (solo en las temporadas 2 y 3) | Josh Blake | Luis Alfonso Mendoza                                                                       |                      |
| ALF (disfraz, 9 episodios)                                            | Michu Meszaros |                                                                                            |                      |
| El gato Lucky (en España) o Suertudo (en Hispanoamérica)              | Lucky |                                                                                            |                      |

### Otros personajes
| Personaje           | Actor             |
| ------------------- | ----------------- |
| Eric Tanner         | Charles Nickerson |
| Dorothy Halligan    | Anne Meara        |
| Neal Tanner         | Jim J. Bullock    |
| Larry               | Bill Daily        |
| Judy                | Andrea Covell     |
| Whizzer             | Paul Dooley       |
| Officer Griswald    | Raye Birk         |
| Skip                | Paul Fusco        |
| Rhonda              | Paul Fusco        |
| Sparky              | Paul Fusco        |
| Camarera melmaciana | Paul Fusco        |

## Producción
El productor Bernie Brillstein fue contactado para ver la audición de Fusco con un personaje de marionetas, pero inicialmente no estaba interesado, ya que había representado a Jim Henson durante años y respetaba a Henson como el mejor criatura-marionetista en el mundo del espectáculo. Sin embargo, la breve actuación de Fusco como ALF convenció a Brillstein, quien pensó que el personaje era «hilarante» y lo «suficientemente fuerte» como para ser el centro de atención de una serie.
Debido a la naturaleza inherente de producir un espectáculo con marionetas manuales, ALF era técnicamente difícil y exigente para el creador de la serie y sus actores principales. Todos confirmaron durante una entrevista con la revista People en 2006 que había altos niveles de tensión en el set. Max Wright (quien interpretó a Willie, el padre de familia) declaró que despreciaba apoyar a un objeto inanimado técnicamente demandante que recibía la mayoría de las buenas líneas de diálogo. Admitió estar «muy ansioso por terminar con ALF». Artie Lange, quien luego trabajó con Wright en The Norm Show, contó sobre un momento en que Wright se había «enloquecido» y había atacado a ALF, causando que los productores tuvieran que separar a Wright de la marioneta. Anne Schedeen agregó que la última noche de la grabación, «hubo una toma y Max salió del set, se fue a su camerino, tomó sus maletas, fue a su auto y desapareció... No hubo despedidas». La misma Schedeen dijo que «no había alegría en el set... era una pesadilla técnica, extremadamente lenta, ardiente y tediosa... Un show de 30 minutos tardó 20 o 25 horas en filmar». Schedeen agregó: «Es sorprendente que ALF fuera realmente maravillosa y esa palabra nunca llegó a ser un desastre en realidad».
En referencia a la tensión, Fusco comentó en 2012 que «era solo la naturaleza de la bestia. No había forma de que pudiéramos haberlo hecho ir más lejos o más rápido", insistió. "Creo que fue frustrante que llevara tanto tiempo, pero a la gente le pagaron por lo que hicieron. A pesar de lo que la gente pensaba, de que había mucha tensión en el plató, realmente no era así».
Fusco fue notoriamente reservado sobre su personaje hasta el estreno de la serie. Durante la producción de la misma, Fusco se negó a reconocer que el ALF títere era algo más que un extraterrestre. Todos los involucrados en la producción fueron advertidos de no revelar ninguno de los secretos de producción de ALF.
El escenario se construyó sobre una plataforma elevada a cuatro pies del suelo, con puertas trampa construidas en muchos puntos para que ALF pudiera aparecer casi en cualquier parte. Fusco lo operaba desde abajo, por lo que los agujeros abiertos en todo el piso eran profundos y traicioneros. Las trampas tenían que rearmarse varias veces, a veces durante una sola escena. Fusco era el titiritero principal, y con su mano derecha controlaba la boca de ALF, mientras que con el brazo izquierdo controlaba el brazo izquierdo de la criatura. La segunda titiritera, Lisa Buckley, ayudaba a Fusco debajo del escenario, operando el brazo derecho de ALF. Hubo adicionalmente un tercer titiritero, Bob Fappiano, quien controlaba los movimientos faciales y del oído de ALF a través de un controlador de radio fuera de la pantalla. Durante las tomas, Fusco usaría un micrófono montado en la cabeza para grabar la voz de ALF. El proceso resultó en numerosos errores y retomados, por lo que era imposible grabar ALF frente a una audiencia en vivo. Una pista con risas se agregaba durante la posproducción.
Para evitar el desgaste de la marioneta principal de ALF, los actores ensayaron con una versión temprana y cruda de ALF, apodada RALF (acrónimo en inglés de «Ensayo de vida extraterrestre»). A Fusco no le gustaba ensayar y, a menudo, sustituía su mano o RALF por la verdadera marioneta ALF durante los ensayos.
En una entrevista en Late Night with Conan O'Brien, Tina Fey dijo que su mayor frustración como productora del especial del 75 aniversario de NBC era lidiar con la "gente" de ALF. Fey dijo que Fusco solo permitiría que ALF apareciera en el programa si los titiriteros estaban escondidos de la vista de los demás. Después de la aparición de ALF junto a la ex estrella de Family Ties, Michael Gross, desapareció por un agujero en un tubo ascendente, fue metido en un estuche y fue sacado inmediatamente del edificio.
Hay algunas escenas en donde se aprecia el cuerpo completo del personaje de ALF. Esto fue realizado por Michu Meszaros, quien medía 83 centímetros, usando un traje del extraterrestre. Así fue como se realizó la intro de la primera temporada, que concluye con los integrantes de la familia Tanner posando para una fotografía y ALF, interpretado por Meszaros, se une a los Tanner para formar parte de ella, mostrando así su cuerpo completo.

### Censura
Fusco comentó en 2007 que su experiencia más placentera en ALF fue sentarse en la sala de escritores y lanzar bromas, mientras que empujó el límite en cuanto a lo que los censores de NBC permitirían. Fusco comentó que «las mejores cosas fueron las bromas que no pudimos poner en el programa». Específicamente, los juegos de palabras con ALF comiendo gatos y otras mascotas eran problemáticos después de que NBC informara de que un niño colocó un gato en un microondas después de ver el espectáculo. En el episodio piloto "A.L.F.", se ve a ALF consumiendo una cerveza con Brian. Fusco defendió la premisa diciendo que «ALF tiene 285 años, puede beber cerveza, tiene edad suficiente». Sin embargo, a medida que ALF se hizo más popular entre los niños, NBC le dijo a Fusco que «no puedes tenerlo bebiendo, los niños están mirando, es un mal modelo a seguir». Aunque Fusco creía que ALF era «un adulto: puede hacerlo», el concepto de consumo de alcohol se descartó al final de la primera temporada. El concepto de comer gatos llegó esporádicamente a la segunda temporada, con referencias que incluyen el «gato nupcial» en el episodio "Something's Wrong With Me", el equivalente melmaciano de un pastel de bodas.
Para el episodio de la temporada 1 de una hora de duración, "Try to Remember", emitido originalmente el 9 de febrero de 1987, ALF intenta simular un jacuzzi llevando la batidora eléctrica de Kate a la bañera, recibiendo así una descarga eléctrica que le causa amnesia. Fusco finalizó el episodio original con un anuncio de servicio público del propio ALF, advirtiendo sobre los peligros de mezclar agua y electricidad. A pesar de esto, NBC informó de que un niño intentó recrear el escenario y casi se electrocuta en el proceso (luego se confirmó que el niño resultó ileso); Fusco se vio obligado a volver a filmar la secuencia de apertura, reemplazando el mezclador eléctrico con un batidor manual de huevos. La amnesia de ALF es causada por una conmoción craneal recibida después de resbalar en la ducha (se escucha un «ruido sordo» en lugar de un «zap»), con todas las menciones de shock ya sea sobreescrito con un nuevo diálogo o eliminado por completo (incluido el anuncio de servicio público de ALF). Esta versión editada se usó para una retransmisión de otoño de 1988, así como para todos los futuros envíos sindicados en Estados Unidos y Canadá.
En 2010, salió a la luz el metraje de blooper en el que se hizo ALF para ofrecer chistes raciales y comentarios sexuales inapropiados. En realidad, se estaba burlando de un episodio reciente de L.A. Law relacionado con el síndrome de Tourette. Cuando se le pidió que comentara, el productor Steve Lamar declaró que el metraje era de una época en la que las cosas no eran tan «ridículamente políticamente correctas».

## Otros medios

### Serie animada
Para capitalizar el éxito de la serie, se produjo una serie animada spin-off, que se transmitía los sábados por la mañana en NBC. ALF: The Animated Series, ambientada en el planeta natal de ALF, Melmac, funcionó desde 1987 hasta 1988 y fue producida por DIC Entertainment. Esta fue una serie de precuelas, ambientada en Melmac antes de que el planeta explotara. El espectáculo se centró en ALF, su familia, sus amigos y su novia Rhonda y sus diversas hazañas. Cada episodio fue terminado en un libro por una secuencia de acción en vivo que involucró a ALF hablando con los televidentes, configurando el episodio y comentando después. Cuando la caricatura entró en su segunda temporada, se emparejó en un bloque de una hora con sus propios ALF Tales, que tomaron Gordon y el elenco de personajes de la primera temporada, y los refundieron como personajes de cuentos de hadas clásicos variados.
Los episodios seleccionados de ambos programas se incluyen como características especiales en el ALF: Season 2 DVD, así como los lanzamientos específicos de dibujos animados ALF Animated Adventures - 20,000 Years in Driving School and Other Stories y ALF and The Beanstalk y otros clásicos cuentos de hadas.
La versión animada de ALF también apareció en Cartoon All-Stars to the Rescue. Algunos episodios tenían un efecto de "rotura de la cuarta pared", en donde ALF está entre bastidores preparándose para el programa.
Debido a no estar a la altura de la serie original, se considera como un dibujo animado infantil.

### Marvel Comics
Un cómic de ALF fue publicado por Marvel Comics bajo su sello Star Comics, una línea que presentaba personajes con licencia como Heathcliff, Thundercats, Flintstone Kids, Muppet Babies, Count Duckula y otros personajes famosos. El cómic ALF comenzó en 1987 y funcionó durante cuatro años, sumando 50 números y varios especiales. Para prácticamente toda la tirada de la serie, el equipo creativo fue Michael Gallagher (guion) y Dave Manak y Marie Severin (arte).
El cómic siguió holgadamente la continuidad del programa de televisión (aunque presentó tomas alternas de ciertos episodios, como el nacimiento de Eric Tanner) y presentó numerosas parodias de personajes de Marvel Comics y otras parodias de la cultura pop en forma de "Melmac Flashbacks". Fue la primera instancia en presentar a la familia natural de ALF en un escenario inverso donde Willie Tanner es un astronauta que estrella su nave espacial en el garaje de ALF en Melmac, y la familia Shumway trabaja para proteger a Willie de los hostiles Melmackianos.

### Hit Talk Showde ALF
En 2004, el Hit Talk Show de ALF debutó en el canal de cable de los Estados Unidos TV Land. Tuvo a ALF como presentador de un programa de entrevistas de televisión de tipo Johnny Carson y a Ed McMahon como su compinche. Los invitados incluyeron a Drew Carey, Tom Green y Merv Griffin. Duró siete episodios.

### Películas
Después del final de la serie se produjo una película hecha para televisión, en 1996, con la intención de darle a la serie un final adecuado. Alf: la película comienza justo después del episodio final de la serie pero, especialmente debido a la ausencia de los Tanners, no logró obtener el éxito.
El 21 de mayo de 2012, Paul Fusco dijo que estaba lanzando una película de ALF. En agosto de 2012, se informó que Sony Pictures Animation adquirió los derechos de ALF y desarrollará la propiedad en una función híbrida de acción CGI-Live. El productor de Los Pitufos, Jordan Kerner, también producirá la película, junto con Tom Patchett y Paul Fusco.

### Merchandising
Al igual que muchos espectáculos de su época, ALF también fue objeto de una serie de cartas coleccionables por parte de Topps. La mayoría presentaba imágenes fijas de varios episodios, pero algunas tarjetas parodiaban tarjetas de béisbol al representar a jugadores del deporte Melmacian "Bouillabaisseball", con estadísticas como "Splats". La primera serie de borde amarillo se lanzó en 1987, con una segunda serie bordeada de rojo lanzada en 1988.
La mercancía relacionada con ALF se vendió durante la emisión original de la serie, incluyendo un muñeco de felpa de 22 pulgadas de 1987 producida por Coleco, y un calendario de 1988 con las vacaciones planetarias de Melmac, como "Grito en un día de arbusto", marcado de manera prominente. ALF se está transmitiendo actualmente en Me-TV en los Estados Unidos (2017).

### Música
En 1987, el remixer y productor neerlandés Ben Liebrand creó una canción llamada Stuck on Earth con muestras de un episodio de ALF. El único trazado en el n.º 4 en los Países Bajos y n.º 3 en Nueva Zelanda.
Durante 1988, Burger King dirigió una promoción llamada "Las muchas caras de ALF", regalando marionetas ALF temáticas y un disco de cartón con cada comida para niños. Estos registros presentaban grabaciones originales cantadas por ALF, tituladas Melmac Girls, Cookin' with ALF, Melmac Rock y Take Me, ALF, to the Ballgame.
Tommi Piper, el actor que apodó la voz de ALF para el público alemán, pasó doce semanas en las listas de éxitos alemanas en 1989. El sencillo presentó a Amélie Sandmann (como la voz de Rhonda) y se llamó Hallo ALF, Hier Ist Rhonda (traducido como "Hola ALF, yo soy Rhonda"). También se presentó como ALF en varios álbumes de mezclas temáticas presentando canciones de artistas pop de la época y otras composiciones originales.

### Videojuegos
Hay seis videojuegos y un programa de impresión basado en ALF: ALF de 1987, también conocido como ALF: The First Adventure, para varios sistemas informáticos, como Commodore 64, IBM y Apple II, ALF de 1989 para el Sistema Sega Master, cuatro juegos educativos para computadoras IBM y Apple II lanzados en 1988 llamados Geografía estadounidense de ALF, Habilidades de pensamiento de ALF, Mundo de palabras de ALF, y Sumar y restar con ALF, y el kit de fiesta del programa de impresión ALF.

## ALF enNick at Nite
La serie fue emitida en el bloque de Nick at Nite y se han hecho especiales de esa serie como EspeciAlf en el bloque, la emisión de la serie en el bloque fue un gran éxito y el 1 de junio de 2012, la serie dejó de transmitirse en el bloque.

## ALF en Warner Channel
La serie fue emitida por Warner Channel desde el año 1995 hasta el año 2000 en el bloque de comedias clásicas junto a Full House, Step by Step, Who’s the Boss? y también Rosie.

## Episodios
| Temporada | Temporada           | Episodios           | Episodios           | Emisión original         | Emisión original         |
| Temporada | Temporada           | Episodios           | Episodios           | Primera emisión          | Última emisión           |
| --------- | ------------------- | ------------------- | ------------------- | ------------------------ | ------------------------ |
|           | 1                   | 26                  | 26                  | 22 de septiembre de 1986 | 11 de mayo de 1987       |
|           | ALF Loves a Mystery | ALF Loves a Mystery | ALF Loves a Mystery | 21 de septiembre de 1987 | 21 de septiembre de 1987 |
|           | 2                   | 26                  | 26                  | 21 de septiembre de 1987 | 9 de mayo de 1988        |
|           | 3                   | 26                  | 26                  | 3 de octubre de 1988     | 8 de mayo de 1989        |
|           | 4                   | 24                  | 24                  | 18 de septiembre de 1989 | 24 de marzo de 1990      |
|           | Proyect: ALF        | Proyect: ALF        | Proyect: ALF        | 17 de febrero de 1996    | 17 de febrero de 1996    |

## El regreso de ALF
En 2014, el personaje de ALF regresó a la pantalla chica como imagen del operador satelital DirecTV en varios países de Hispanoamérica. La campaña se estrenó el 20 de julio con el lanzamiento de un comercial donde se ve a ALF en una limusina generando la expectativa del público, ya que sembró la inquietud de la verdadera razón de su regreso a través del hashtag #AlfVuelve y redirigiendo al sitio alfvuelve.com. La revelación ocurrió el 25 de julio, desde cuando se puede ver a ALF entrevistado por periodistas.
Así, y en sucesivos comerciales emitidos a lo largo del 2014, se puede ver a un ALF 2.0 en la intimidad de su casa mostrándolo como usuario de DirecTV. Esta campaña, dirigida por el realizador colombiano Simón Brand e ideada por la agencia internacional Leo Burnett, tenía por objetivo mostrar el liderazgo de DirecTV en entretenimiento y tecnología, fomentando su faceta más cálida y familiar.
En agosto de 2018 se da a descubrir de que Warner Bros tenía la intención de crear un remake de la serie, sin embargo, en noviembre de 2018 se da a conocer que los planes para el remake fueron cancelados debido a la falta de interés por parte de las cadenas.
En diciembre de 2021, la plataforma HBO MAX estrenó en su grilla, de manera sorpresiva, la totalidad de los episodios de las 4 temporadas originales.
En junio de 2023, la serie volvió a la televisión argentina mediante el canal América; la serie también se emitió por Telefe en la década de los '90 y 2000 en Argentina. Otro canal que reestrenó la serie fue el Canal 13 de Chile, a partir del 6 de enero de 2024, después de más de 20 años fuera del aire en el país (habiendo debutado en 1987 en Televisión Nacional).

## Premios
En los EE. UU. ALF ha ganado numerosos premios. En 1987, el espectáculo ganó un premio People's Choice Award por el nuevo programa de comedia televisiva favorita; en 1988 ganó el Show Favorito en los Kids 'Choice Awards; y en los Kids 'Choice Awards de 1989, ALF mismo ganó el Actor de TV favorito. Benji Gregory y Andrea Elson también fueron nominados en varias categorías de Jóvenes Actor por su trabajo en ALF en los Young Artist Awards durante 1987-1989, y el espectáculo también recibió una nominación a la Mejor serie de televisión familiar.